# Neil Ferguson
Neil Morris Ferguson (Whitehaven, 1968) è un medico ed epidemiologo britannico, professore di biologia matematica, incentrato sull'epidemiologia delle malattie infettive trasmesse all'uomo e agli animali..
È direttore dell'Istituto Abdul Latif Jameel per l'analisi delle malattie e delle emergenze (J-IDEA), presidente del Dipartimento di epidemiologia delle malattie infettive presso la Public School of Health e vicerettore dello sviluppo accademico della Facoltà di Medicina dell'Imperial College London
Ferguson ha ricevuto l'Ordine dell'Impero Britannico nel 2012 per il suo lavoro nel modellare l'epidemia di afta epizootica del 2011 nel Regno Unito. Neil ha utilizzato modelli matematici per fornire dati su diversi focolai, tra cui la pandemia di influenza suina nel Regno Unito del 2009 e l'epidemia di ebola in Africa occidentale. Il suo lavoro comprende anche la ricerca sulle malattie causate da batteri, virus e parassiti trasmessi dalle zanzare, tra cui la febbre Zika, la febbre gialla, la dengue e la malaria.
Nel febbraio 2020, durante la pandemia di COVID-19, iniziata in Cina, Neil e il suo team hanno utilizzato modelli statistici per stimare che il numero di casi infetti da COVID-19 non è stato interamente rilevato in Cina.

## Biografia
Ha conseguito la laurea magistrale in fisica presso l'Università di Oxford nel 1990 e il dottorato in fisica teorica nel 1994 con una tesi dal titolo "Interpolazioni continue di cristallini casuali su superfici dinamicamente triangolate".
Nel 2014, in qualità di direttore del centro del Consiglio di ricerca medico del Regno Unito, Ferguson ha fornito analisi dei dati all'Organizzazione mondiale della sanità (OMS) sull'Ebola durante l'epidemia di ebola in Africa occidentale.
Nel 2016 è stato coautore di un articolo intitolato "Combattere l'epidemia di zika in America Latina", pubblicato su Science.
Per quanto riguarda il nuovo coronavirus, ha affermato che il tasso di mortalità dovuto a COVID-19 è inferiore a SARS e MERS, ma ancora paragonabile alla pandemia di influenza spagnola del 1918.